# Phycus robustus
Phycus robustus är en tvåvingeart som beskrevs av Lyneborg 1978. Phycus robustus ingår i släktet Phycus och familjen stilettflugor.
Artens utbredningsområde är Nigeria. Inga underarter finns listade i Catalogue of Life.